# قانون حماية خصوصية الأطفال على الإنترنت
قانون حماية خصوصية الأطفال على الإنترنت لعام 1998 المعروف اختصارا باسم قانون كوبا هو قانون أقرته الولايات المتحدة تطبقه 15 ولاية أمريكية. تحت الرقم §§ 6501–6506 (قانون عام 105–277, 112 ولاية. 2681-728, صدر في 21 أكتوبر 1998)
دخل القانون حيز التطبيق اعتبارًا من 21 أبريل 2000، على كل الهياكل والأشخاص والشركات الخاضعة لقانون الولايات المتحدة والتي تقوم بجمع المعلومات الشخصية عبر الإنترنت الخاصة بالأطفال دون سن 13 عامًا بمن فيهم الأطفال خارج الولايات المتحدة، إذا كان مقر الشركة موجودا في التراب الأمريكي. يشرح القانون بالتفصيل ما يجب على موقع الإنترنت تضمينه في سياسة الخصوصية، ومتى وكيف يمكن الحصول على موافقة صريحة من طرف أحد الوالدين أو الوصي، وماهي المسؤوليات المدرجة على عاتق الموقع لحماية خصوصية الأطفال وسلامتهم عبر الإنترنت بما في ذلك القيود المفروضة على تسويق والربح من الأطفال دون سن 13.
بينما يمكن للأطفال دون سن 13 عامًا تقديم معلومات شخصية قانونًا بعد إذن من آبائهم، فإن العديد من مواقع الويب - وخاصة مواقع التواصل الاجتماعي والمواقع الأخرى التي تجمع معظم المعلومات الشخصية - لا تسمح للأطفال دون سن 13 عامًا باستخدام خدماتهم تمامًا بسبب التكلفة والمحتوى المتضمن في الامتثال للقانون.